# IFK Ludvika
IFK Ludvika är en idrottsförening från Ludvika i Dalarna, Sverige. Klubben håller främst på med fotboll, numera mest för damer, och grundades 1946. Hillängens IP är deras hemmaplan. Klubbens fotbollslag blev 2007 klara för spel i division 2.
De har även en curlingsektion som grundades 1962.